# Aligudarz
Alīgūdarz (farsi الیگودرز) è il capoluogo dello shahrestān di Aligudarz, circoscrizione Centrale, nella provincia del Lorestan. Aveva, nel 2006, 78.690 abitanti. La popolazione è di etnia bakhtiari; le lingue parlate sono il persiano e il luri.
La città si chiamava in origine Al-e Gudarz che significa "la tribù di Gudarz", un eroe mitico persiano del poema epico Shahnameh. In passato, il monastero della città era un centro d'addestramento dei kizilbash e dei dervisci.